# Maláj tantalusz
A maláj tantalusz vagy szumátrai tantalusz (Mycteria cinerea) a madarak (Aves) osztályának a gólyaalakúak (Ciconiiformes) rendjébe, ezen belül a gólyafélék (Ciconiidae) családjába tartozó faj.

## Rendszerezése
A fajt Stamford Raffles írta le 1822-ben, a Tantalus nembe Tantalus cinereus néven.

## Előfordulása
Kambodzsában, Indonézia szigetein (Szumátra, Jáva, Bali, Sumbawa, Celebesz és Buton) és Malajzia területén honos. Thaiföldről és Vietnámból már kihalt.

## Megjelenése
Testhossza 90-100 centiméter, Tollazata majdnem teljesen fehér, kivéve a szárnyai végét. Feje csupasz és piros, csőre hosszú és sárga színű.

## Életmódja
Elsősorban a vizes élőhelyeket kedveli. Sekély vízben kutat halak és más kisebb állatok (békák, kígyók, rákok és vízirovarok) után.

## Szaporodása
Elterjedési területének északi részén júliustól augusztusig költ, míg a délebbi területeken a monszun időszakban, novembertől márciusig. Egy-egy költőkolóniában több száz fészek is található. Vegyes telepeken költ. Többnyire gémekkel, íbiszekkel és kárókatonákkal társul.

## Védettsége
Élőhelyeinek elvesztése és a vadászat ezt a fajt is érinti. Összegyedszámát 5500 és 6000 egyed közé becsülik. A Természetvédelmi Világszövetség (IUCN) a "sebezhető" kategóriába sorolja.